# Associazione Sportiva Biellese 1968-1969
Questa voce raccoglie le informazioni riguardanti l'Associazione Sportiva Biellese nelle competizioni ufficiali della stagione 1968-1969.

## Rosa
| N. |                   | Ruolo | Calciatore           |
| -- | ----------------- | ----- | -------------------- |
|    | Italia (bandiera) | P     | Enzo Albertini       |
|    | Italia (bandiera) | A     | Bruno Azzini         |
|    | Italia (bandiera) | P     | Pietro Binelli       |
|    | Italia (bandiera) |       | Bruschi              |
|    | Italia (bandiera) | D     | Amedeo Cestari       |
|    | Italia (bandiera) | C     | Pier Giorgio Comotto |
|    | Italia (bandiera) | A     | Claudio Costanzo     |
|    | Italia (bandiera) | A     | Enzo Cugnolio        |
|    | Italia (bandiera) | C     | Piergiorgio Finotti  |
|    | Italia (bandiera) | A     | Dino Fogar           |
|    | Italia (bandiera) | D     | Giorgio Garagiola    |

| N. |                   | Ruolo | Calciatore         |
| -- | ----------------- | ----- | ------------------ |
|    | Italia (bandiera) | D     | Bruno Giovannini   |
|    | Italia (bandiera) | C     | Mario Invernizzi   |
|    | Italia (bandiera) | C     | Aldo Livraghi      |
|    | Italia (bandiera) |       | Mario Mattarucchi  |
|    | Italia (bandiera) | D     | Renato Mattarucchi |
|    | Italia (bandiera) | C     | Gualtiero Mosca    |
|    | Italia (bandiera) | A     | Ettore Ninni       |
|    | Italia (bandiera) | C     | Giuseppe Nobili    |
|    | Italia (bandiera) |       | Piccinelli         |
|    | Italia (bandiera) |       | Uberti             |